# 名子氏館跡
名子氏館跡（なごしかんあと/なごしやかたあと）は、長野県下伊那郡松川町元大島名子にあった日本の城（居館）。松川町指定史跡。

## 概要
館跡は天竜川右岸に数段に連なる河岸段丘面の一面である「名子の平」にある。築城年代や城主は明確でないが、平安時代末に信濃源氏の片切氏から分かれた名子氏と伝えられる。堀を巡らせた1辺85メートルほどの方形居館であったとされ、遺構がわずかに残るという。
北西の上位段丘には詰城と考えられる名子城跡がある。

## 関連事項
- 日本の城一覧